# منجم أبو دباب
منجم أبو دباب هو منجم كبير يقع في الجزء الشرقي من مصر في محافظة البحر الأحمر. ويمثل أبو دباب واحدا من أكبر احتياطيات التنتالوم في مصر التي تقدر احتياطياتها بنحو 39.9 مليون طن من الدرجات الخام 0.025٪ التنتالوم.

## الإكتشاف والتنمية
أكدت الأبحاث الجيولوجية توافر كميات واعدة من معدن التنتالوم في جبل «أبو دباب» بالبحر الأحمر. وفقا للجدول الزمني لمشروع التنتالوم سوف يتم البدء في منجم التنتالوم بجبل أبو دباب بمرسى علم قبل نهاية النصف الأول من عام 2013 باستثمارات 225 مليون دولار. ويتوقع أن يصل الإنتاج المصرى إلى نحو 25% من الإنتاج العالمي للتنتالوم. وتقوم شركة «تنتالم إيجيبت»، والتي تساهم هيئة الثروة المعدنية بنسبة 50% من رأسمالها مقابل 50% لشركة جيبس لاند الأسترالية.وهي الشركة العربية الاسترالية، صاحبة حق امتياز التنقيب واستغلال الثروات المعدنية في منطقة «أبو دباب» بمدينة مرسي علم بتطوير المنجم. ويعتبر منجم «التنتالم» بمنطقة أبودباب الثالث على مستوى العالم من حيث الاحتياطي، كما أن الشركة لديها حق استغلال خامات معدنية أخرى، منها الفلسبار والقصدير، والتي بدأت بالفعل مراحل إنتاج هذا الأخير، ومن المنتظر بدء تصديره نهاية مايو 2021 من ميناء العين السخنة.

## إستخداماته
أن 50 % من إنتاج التنتالوم يستخدم في صناعة 25% من مكونات الطائرات النفاثة  ليضع مصر في موقع متميز لتلك الصناعة  وينعش صناعة الدوائر الإليكترونية والكهربائية الدقيقة وأجهزة المحمول واللاب توب، وتصنيع الشرائح التعويضية التي يتم تركيبها في عظام الإنسان نظرا لعدم تفاعله مع الجسم وكذلك بعض المكونات الطبية الدقيقة والمفاصل الصناعية المتطورة بالإضافة إلى استخدامه في صناعة شفرات الحفر وأجهزة قطع الجرانيت.